# Lønset
Lønset és un nucli de població pertanyent al municipi d'Oppdal, al comtat noruec de Sør-Trøndelag. El poble està situat a uns 13 quilòmetres a l'oest de Vognillan i prop de 20 quilòmetres del centre administratiu d'Oppdal.
Lønset gaudeix d'una pròpia capella. Està situat a 437 metres d'altitud.